# Eurodryas melanoleuca
Eurodryas melanoleuca är en fjärilsart som beskrevs av Cabeau 1932. Eurodryas melanoleuca ingår i släktet Eurodryas och familjen praktfjärilar. Inga underarter finns listade i Catalogue of Life.